# Franz Pfannl
Franz Pfannl, né le 15 octobre 1866 à Stein an der Donau et mort le 28 décembre 1961 à Krems an der Donau, est un maître horloger et un fabricant d'armes à feu autrichien.
Il est l'inventeur du 2,7mm Kolibri, l'un des plus petits pistolets du monde, et du pistolet porte-montre Berloque de 3 cm de long.